# Жадов Олексій Семенович
Жа́дов Олексі́й Семе́нович (до 25 листопада 1942 — Жидо́в) (нар. 30 березня 1901 — пом. 10 листопада 1977) — радянський військовий діяч, генерал армії (1955), Герой Радянського Союзу (1945).

## Життєпис
Народився 30 березня 1901 року у селі Никольське (нині в межах Свердловського району Орловської області РФ) у селянській родині. Росіянин. Закінчив церковно-приходську школу.
У РСЧА з 1919 року. Закінчив військову академію імені Фрунзе (1934). Учасник Громадянської війни, командир взводу. Після війни командир ескадрону, начальник штабу полку, оперативної частини штабу дивізії, начальник штабу корпусу, помічник інспектора кавалерії РСЧА, командир дивізії.
Під час Німецько-радянської війни з червня по серпень 1941 року командир 4-го повітряно-десантного корпусу. Пізніше начальник штабу 3-ї армії. Із травня 1942 року командир 8-го кавалерійського корпусу. З жовтня 1942 року командувач 66-ї армії (у квітні 1943 року перейменована у 5-ту гвардійську армію).
6 квітня 1945 гвардії генерал-полковнику Жадову Олексію Семеновичу присвоєно звання Героя Радянського Союзу.
З 1946 заступник Головнокомандувача Сухопутних військ, потім начальник військової академії імені Фрунзе. Головнокомандувач Центральної групи військ (Австрія, Угорщина) 1955 р. Заступник та перший заступник головнокомандувача Сухопутних військ. Перший заступник головного інспектора міністерства оборони СРСР. З 1969 у групі генеральних інспекторів МО СРСР.

## Інші почесні звання
Почесний громадянин міст Кременчук, Кропивницький (Україна), Кричев (Могильовська область, Білорусь).